# FIFA Érdemrend
FIFA Érdemrend a Nemzetközi Labdarúgó-szövetség (FIFA) a labdarúgó-sport területén eredményesen kifejtett munka elismeréseként több díjat alapított.

## Elismerések

### FIFA Érdemrend
A FIFA legmagasabb megtiszteltető kitüntetése. A díjat a FIFA soros kongresszusán, az ajánló bizottság javaslatára adják át. Olyan személyek kaphatják, akik jelentősen hozzájárultak a labdarúgó-sport fejlődéséhez. Minden évben a hat kontinentális szövetség és a FIFA egy-egy jelöltje veheti át.
2012. május 24-én a FIFA 62., budapesti kongresszusának  ünnepélyes megnyitóján Joseph Blatter FIFA-elnök és Jerome Valcke FIFA-főtitkár elismeréseket adott át.
- a FIFA elnökségének javaslatára FIFA Érdemrendet kapott Szepesi György,
- az Ázsiai Labdarúgó-szövetség (AFC) korábbi elnöke, a malajziai Ahmad Shah, a jamaicai Winston Chung, az Uruguayi labdarúgó-válogatott szövetségi kapitánya, Oscar Tabarez, a Fidzsi-szigeteki egykori játékvezető, jelenleg sportvezető, Hari Raj Naicker, valamint a Német labdarúgó-szövetség (DFB) korábbi elnöke, az UEFA jelenlegi alelnöke, Gerhard Mayer-Vorfelder részesült az elismerésben. Posztumusz-díjat kapott Godfried Foli Ekué, a Togói labdarúgó-szövetség korábbi elnöke.

### FIFA Centenáriumi Érdemrend
A FIFA a centenáriumi évben tartott kongresszusán a rajongók, szervezetek, klubok, a labdarúgók javaslata alapján olyan személyek, szervezetek, támogató cégek kaphatják, akik jelentős szerepet vállaltak a labdarúgó-sport fejlesztésében. Az elismerét kapónak nem kell közvetlenül részt vennie a labdarúgás életében, de méltóvá vált az érdemrendre. Ilyen volt Nelson Mandela, aki Dél-Afrikát újra FIFA taggá tette.

### Nemzetközi Játékvezetői Érdemrend
A FIFA az 1966-ban alapította az International Referee Special Award kitüntetést, amit oklevél kíséretében annak a játékvezetőnek adományozza, aki
- 10 éven keresztül nemzeti szövetségének élvonalbeli játékvezetője volt,
- 10 nemzetek közötti "A" válogatott mérkőzést vezetett (beleértve a vb, olimpiai játékok elő- és döntő mérkőzéseit és más olyan amatőr tornák mérkőzéseit, amelyeket a FIFA szervezésében bonyolítottak le),